# Geek.com
Geek.com（ギークドットコム）は、ハードウェア、モバイルコンピューティング、テクノロジー、映画、テレビ、コンピュータゲーム、漫画本などの全てのギーク文化に関するニュースを扱うウェブログ。1996年に設立されてからName MediaやGeeknetによって買収され、最終的に現在のオーナーとなるZiff Davisによって買収された。